# リア・ファルク
リア・ファルク（Ria Falk、Ria Baran-Falk、1922年11月2日 - 1986年11月12日）は、旧西ドイツ出身の女性フィギュアスケート選手。
1952年オスロオリンピックペア金メダリスト。1951年、1952年世界フィギュアスケート選手権ペアチャンピオン。
パートナーは後の夫でもあったパウル・ファルク。

## 経歴
- 1951年、1952年世界フィギュアスケート選手権優勝。
- 1952年オスロオリンピックで金メダルを獲得。
- 1986年死去。
- 1993年世界フィギュアスケート殿堂入り。

## 主な戦績
| 大会/年      | 46-47 | 47-48 | 48-49 | 49-50 | 50-51 | 51-52 |
| ------------ | ----- | ----- | ----- | ----- | ----- | ----- |
| オリンピック |       |       |       |       |       | 1     |
| 世界選手権   |       |       |       |       | 1     | 1     |
| 欧州選手権   |       |       |       |       | 1     | 1     |
| ドイツ選手権 | 1     | 1     | 1     | 1     | 1     | 1     |

## 備考
- 第二次大戦によるドイツ敗戦により1951年まで国際大会に参加することができなかった。1951年より国際大会に参加し1952年オスロオリンピック後に引退するまで1度も敗れることはなかった。